# Lucius Sempronius Honoratus
Lucius Sempronius Honoratus war ein im 2. Jahrhundert n. Chr. lebender Angehöriger des römischen Ritterstandes (eques).
Durch ein Militärdiplom ist belegt, dass er im Jahr 152 n. Chr. Kommandeur (Präfekt) der Cohors II Augusta Thracum war, die zu diesem Zeitpunkt in der Provinz Pannonia inferior stationiert war. Er ist wahrscheinlich identisch mit einem gleichnamigen Tribunen der Legio II Traiana fortis, der um 160/162 in der Provinz Aegyptus als iudex (Richter) nachgewiesen ist.